# Dysdera martensi
Dysdera martensi là một loài nhện trong họ Dysderidae.
Loài này thuộc chi Dysdera. Dysdera martensi được miêu tả năm 1991 bởi Dunin.